# Hydroxyméthylglutaryl-CoA réductase (NADPH)
 (février 2024).
Si vous disposez d'ouvrages ou d'articles de référence ou si vous connaissez des sites web de qualité traitant du thème abordé ici, merci de compléter l'article en donnant les références utiles à sa vérifiabilité et en les liant à la section « Notes et références ».
L'hydroxyméthylglutaryl-CoA réductase (NADPH), abrégée en HMG-CoA réductase (NADPH) ou HMGCR (NADPH), est une oxydoréductase intervenant dans la voie du mévalonate, dont elle régule l'intensité. La voie du mévalonate est une voie métabolique importante chez les eucaryotes supérieurs et certaines bactéries car elle produit les précurseurs du cholestérol et d'autres terpénoïdes. L'HMG-CoA réductase (NADPH) catalyse la réaction :
|         | + 2 NADPH {\displaystyle \rightleftharpoons } 2 NADP+ + CoA-SH + |            |
| HMG-CoA |                                                                  | Mévalonate |
L'hydroxyméthylglutaryl-CoA réductase (HMG-CoA réductase, EC 1.1.1.88) est l'équivalent de cette enzyme fonctionnant avec le NADH au lieu du NADPH.
Se reporter à l'article relatif à l'HMG-CoA réductase pour plus de détails.